# 田中禄春
田中 禄春（たなか ろくしゅん、1922年4月23日 - 2018年1月13日）は、在日韓国・朝鮮人の実業家。在日本大韓民国民団中央・大阪本部常任顧問。富士観光社長。元暴力団員で、三代目山口組に加入し富士会（現在の一心会）を設立した。本名は韓禄春（ハン・ロクチュン、한록춘）。

## 来歴
大日本帝国領朝鮮江原道高城郡（現・韓国江原道高城郡）で生まれる。14歳の時に単身で来日し、大阪府大阪市港区のバー「黒猫」で、ボーイ兼皿洗いをして働いた。終戦直後はうどん屋の闇商売を始め、昭和23年（1948年）、大阪ミナミに小料理屋「新宿」を出店。その後、曽根崎警察署の裏に、キャバレー「ヴィーナス」をオープンさせた。

### 山口組加入後
昭和28年（1953年）には、大阪ミナミの宗右衛門町にマンモスキャバレー「富士」をオープン。しかし、地元の愚連隊・春日会や西宮市の諏訪組系柏木組からみかじめ料などを要求され、自ら諏訪組の舎弟となって事業を守ろうとしたものの断られる。その後、大阪市淀川区十三の中川組・中川猪三郎組長の紹介で、昭和32年（1957年）10月に持参金を持って、三代目山口組・田岡一雄組長の盃を受ける。田中は田岡の若衆となり富士会を結成、更に大野組組員だった桂木正夫（後の四代目山口組若頭補佐、五代目山口組舎弟頭補佐）を若衆とした。昭和35年（1960年）8月5日にはマンモスキャバレー「キング」を開店し、開店祝いでは田端義夫が出演すると共に田岡組長が来店。その後の打ち上げでのトラブルが明友会事件の発端となっている。
だが、第一次頂上作戦で山口組の主だった傘下組織が摘発・解散の憂き目に遭い、田中も新たに起こした山口組一心会を昭和41年（1966年）8月23日に解散し、ヤクザから引退する。

### 民団幹部時代
昭和40年（1965年）に日韓基本条約が締結されると、近畿2府4県の在日本大韓民国民団関係者と実業家を糾合して「駐大阪総領事館建設期成会」を発足。田中は会長となって、御堂筋に駐大阪総領事館を竣工させた。
その後も近畿地方の韓国系実業家の有力者として活動し、平成2年（1990年）の国際花と緑の博覧会では資金を提供している。民団でも2003年に民団大阪本部顧問となり、2006年には民団中央本部常任顧問となっている。
出身地の大韓民国や江原道への援助も多く、平成11年（1999年）9月の江原国際観光博覧会には資金面で援助し、この貢献により江原道名誉道民に選ばれている。平成14年（2002年）の台風15号の来襲時には2000万ウォンを寄付した。また平成15年（2003年）の大邱地下鉄放火事件にあたっても民団中央本部に義援金1000万ウォンを提供、同年の台風14号でも義援金として500万円を民団中央本部・金宰淑団長に渡している。